# Pomatorhin de Horsfield
Pomatorhinus horsfieldii
Espèce
Statut de conservation UICN

 LC  : Préoccupation mineure
Le Pomatorhin de Horsfield (Pomatorhinus horsfieldii) est une espèce d'oiseaux de la famille des Timaliidae.

## Répartition
Cette espèce est endémique d'Inde.

## Taxinomie
Selon le Congrès ornithologique international et Alan P. Peterson il existe quatre sous-espèces :
- Pomatorhinus horsfieldii obscurus Hume, 1872, dans le Nord-Ouest de l'Inde[1] ;
- Pomatorhinus horsfieldii horsfieldii Sykes, 1832, dans l'Ouest de l'Inde[1] ;
- Pomatorhinus horsfieldii travancoreensis Harington, 1914, dans le Sud-Ouest de l'Inde[1] ;
- Pomatorhinus horsfieldii maderaspatensis Whistler, 1936, dans le centre-Est de l'Inde[1].